# Portrait de Max Jacob (Picasso)
Pour les articles homonymes, voir Portrait de Max Jacob.
Portrait de Max Jacob est un tableau réalisé par le peintre espagnol Pablo Picasso en 1907. Cette gouache sur papier est un portrait précubiste de Max Jacob. Un temps la propriété de Raoul Pellequer, elle est aujourd'hui conservée au musée Ludwig, à Cologne.

## Expositions
- Le Cubisme, Centre national d'art et de culture Georges-Pompidou, Paris, 2018-2019.